# Calamopteryx goslinei
Calamopteryx goslinei is een straalvinnige vissensoort uit de familie van naaldvissen (Bythitidae). De wetenschappelijke naam van de soort is voor het eerst geldig gepubliceerd in 1966 door Böhlke & Cohen.